# Suislepa
Suislepa ist ein Dorf in der Landgemeinde Viljandi im Kreis Viljandi in Estland. Bis zur Verwaltungsreform der estnischen Gemeinden im Jahr 2017 gehörte das Dorf zur Landsgemeinde Tarvastu. Die Bevölkerung betrug im Jahr 2014 305 Personen.
Das Dorf liegt am Südufer des Võrts-Sees nicht weit vom Fluss Õhne, der auch unter den Namen Suislepa, Omuli und Omeli bekannt ist, entfernt. Bis nach Tallinn sind es etwa 190 km.
Die erste schriftlichen Zeugnisse über das Dorf aus dem Jahre 1478 finden sich einer Chronik deutschbaltischer Siedler. Im 17. Jahrhundert errichteten die Deutschbalten Jürgen Schütte Butler und Franz Scutten ein großes Herrenhaus. Das Anwesen wechselte mehrfach den Besitzer, bis es Anfang des 19. Jahrhunderts verfiel. 1805 ließ der Major Karl Gustav von Krüdener ein neues Herrenhaus am Ufer des Õhne errichten, das 1811 fertiggestellt wurde. Das Gebäude wurde 1940 durch sowjetische Behörden verstaatlicht und diente als Schulgebäude. Heute sind darin ein Kindergarten und eine Bücherei untergebracht. Der Stammbaum der Apfelsorte Suislepa stammte von diesem Herrenhaus, ein Gedenkstein erinnert daran.
Ein weiterer Gedenkstein erinnert an die Große Hungersnot in Estland 1695–1697. Dieser Hungersnot fielen 70.000–75.000 Menschen zum Opfer, was etwa einem Fünftel der damaligen estnischen und livländischen Bevölkerung entsprach.
Im Kalten Krieg richtete die Rote Armee in der Nähe des Dorfes den Fliegerhorst Suislepa, der auch als Flugplatz Obriku bekannt ist, ein. Der Flugplatz wurde nach dem Ende des Kalten Krieges wieder aufgegeben.
Nicht weit davon verläuft die Bahnstrecke Valga-Tartu, der nächstgelegene Bahnanschluss ist der Bahnhof Palupera.